# Чемпионат мира по шоссейным велогонкам 1994
Чемпионат мира по шоссейным велогонкам 1994 года проходил с 21 по 27 августа в Агридженто, Италия.

## Медалисты
| Велогонка                                         | Золото                                                                                    | Золото   | Серебро                                                                          | Серебро     | Бронза                                                           | Бронза      |
| ------------------------------------------------- | ----------------------------------------------------------------------------------------- | -------- | -------------------------------------------------------------------------------- | ----------- | ---------------------------------------------------------------- | ----------- |
| Мужчины                                           |                                                                                           |          |                                                                                  |             |                                                                  |             |
| Велогонка (251,8 км)                              | Люк Леблан · Франция                                                                      | 6ч33’59" | Клаудио Кьяппуччи · Италия                                                       | +0’09"      | Ришар Виранк · Франция                                           | то же время |
| Индивидуальная гонка с раздельным стартом (42 км) | Крис Бордман · Великобритания                                                             | 49’39"   | Андреа Кьюрато · Италия                                                          | +0’49"      | Ян Ульрих · Германия                                             | +1’50"      |
| Команды (100 км)                                  | Италия · Кристиан Сальвато · Джанфранко Контри · Джанлука Коломбо · Дарио Андриотто       | 1ч57’54" | Франция · Жан-Франсуа Анти · Доменик Боззи · Паскаль Дерам · Кристоф Моро        | 2ч00’42"    | Германия · Уве Пешель · Ральф Грабш · Ян Шаффрат · Михаэль Рих   | 2ч00’55"    |
| Велогонка, любители (197 км)                      | Алекс Педерсен · Дания                                                                    | 4ч24’38" | Милан Дворшик · Словакия                                                         | то же время | Кристоф Менжен · Франция                                         | то же время |
| Женщины                                           |                                                                                           |          |                                                                                  |             |                                                                  |             |
| Велогонка (86 км)                                 | Моника Вальвик · Норвегия                                                                 | 2ч08’03" | Пэтси Магерман · Бельгия                                                         | то же время | Джинн Голэй · США                                                | то же время |
| Индивидуальная гонка с раздельным стартом (38 км) | Карен Каррек · США                                                                        | 38’22"   | Энн Самплониус · Канада                                                          | +0’45"      | Жанни Лонго · Франция                                            | +1’50"      |
| Команды                                           | Россия · Ольга Соколова · Светлана Бубненкова · Валентина Полханова · Александра Колясева | 1ч04’55" | Литва · Иоланта Поликевичуте · Раса Поликевичюте · Диана Жилюте · Луида Трябайте | 1ч05’39"    | США · Дейрдре Барри · Ив Стефенсон · Джинн Голэй · Элисон Данлеп | 1ч05’53"    |